# Хераклея (Лукания)
Вижте пояснителната страница за други значения на Хераклея.
Хераклея (Heraclea, Heracleia, Herakleia; гръцки: Ἡράκλεια) е древен град на Магна Греция, близо до днешния град Поликоро в Лукания (Базиликата, Италия) на 5 км от Тарентския залив, между реките Агри (Aciris) и Сирис (Sinni), на около 23 км югозападно от Метапонтум.
Хераклея e гръцка колония, основана през 432 пр.н.е.. Цар Пир побеждава тук през 280 пр.н.е. консул Публий Валерий Левин (Битка при Хераклея).
През 278 пр.н.е. или 282 пр.н.е. римляните сключват договор с града, през 89 пр.н.е. жителите получават римско гражданство. През Средновековието тук се намира Англона.